# Milada Šubrtová
Milada Šubrtová (24. května 1924 Lhota u Chříče – 1. srpna 2011 Praha) byla česká operní pěvkyně-sopranistka.

## Život
V roce 1941 ukončila dvouletou obchodní školu a začala pracovat jako úřednice. Účinkovala v ochotnickém souboru. Zpěv studovala pouze soukromě u Zdeňka Knittla. Přesto se jednalo o zpěvačku s mimořádným hlasovým fondem o rozsahu tří oktáv, jež patřila mezi nejlepší české sopranistky 20. století. Po válce působila nejprve v Opeře 5. května, s jehož souborem později přešla do Národního divadla v Praze (1948), kde se stala sólistkou opery. Měla mimořádné pěvecké schopnosti i vynikající pěveckou techniku, jež zvládla lyrické i dramatické polohy až po koloraturní party. Jednou z jejích nejznámějších rolí se stala postava Rusalky ze stejnojmenné opery českého hudebního skladatele Antonína Dvořáka. Do jejího kmenového repertoáru patřila i Janáčkova Jenůfa, jakož i klasicistní postavy mozartovské a další klasické operní role.
Nahrála řadu zvukových snímků pro rozhlas, film, televizi a na gramofonové desky. Hostovala v SSSR, NDR, Rumunsku a Maďarsku. Pohřbena společně s manželem Janem Husem Tichým na místním hřbitově ve Chříči.

## Operní role (neúplné)
- Armida, Antonín Dvořák: Armida, nahrávka Československého rozhlasu z roku 1956. Obsazení: Hydraot, král Damašku (Ladislav Mráz), Armida, jeho dcera (Milada Šubrtová), Ismen, čaroděj (Zdeněk Otava), Bohumír z Bouillonu (Jan Soumar), Petr, poustevník (Karel Berman), Rinald, rytíř (Ivo Žídek), Gernand, rytíř (Jaroslav Horáček), Dudo, rytíř (Antonín Votava), Ubald, rytíř (Jiří Joran), Sven, rytíř (Antonín Zlesák), Roger, rytíř (Jindřich Jindrák), Muezin (Jiří Bar), Siréna (Stanislava Součková). Pěvecký sbor Československého rozhlasu v Praze a Symfonický orchestr pražského rozhlasu řídí Václav Jiráček,[5][6]

## Ocenění
- 1954 laureátka mezinárodní pěvecké soutěže Pražského jara
- 1958 Vyznamenání Za vynikající práci
- 1966 titul zasloužilá umělkyně
- 1975 titul národní umělkyně
- 1978 ocenění „zasloužilá členka ND“
- 1998 Cena Thálie za celoživotní mistrovství – opera